# 罗贾诺-格拉维纳
罗贾诺-格拉维纳（義大利語：Roggiano Gravina），是意大利科森扎省的一个市镇。总面积44平方公里，人口7378人，人口密度167.7人/平方公里（2009年）。ISTAT代码为078104。